# エッベ・サンド
エッベ・サンド（Ebbe Sand, 1972年7月19日 - ）は、デンマーク・オールボー出身の元サッカー選手、サッカー指導者。元デンマーク代表。ポジションはフォワード。デンマーク語の発音に近づけて、エッベ・サンと表記されることもある。

## 経歴
1992年に地元のブレンビーIFでデビューし、1999年にドイツ・ブンデスリーガのシャルケ04に移籍。シャルケでは2006年に引退するまでの間に214試合に出場し73得点を記録、2000-01シーズンには22得点を挙げてセルゲイ・バルバレスと並びブンデスリーガ得点王のタイトルを獲得した。
デンマーク代表としては1998年4月22日に行われたノルウェー代表戦でデビュー。同年6月から7月にフランスで行われた1998 FIFAワールドカップの代表メンバーに選出。決勝トーナメント1回戦ナイジェリア戦において交代出場からわずか16秒でゴールを決めたが、この得点はワールドカップ最速記録となっている。その後、2002 FIFAワールドカップ、UEFA EURO 2000、UEFA EURO 2004に出場し、代表通算で66試合22ゴールを記録、2004年6月22日に行われたスウェーデン代表戦を最後に代表から引退した。
シャルケとの契約が満了した2006年夏に現役を引退。サンドの功績をたたえ、デンマーク代表と古巣であるブロンビーIFとの間で引退記念試合が開催された。現役引退後は母国デンマークのシルケボリIFのスカウトなどを務め、2015年からはシャルケ04のスポーツ顧問を務めている。
双子の弟、ペーター・サンドもサッカー選手で、主にデンマーク国内リーグでプレーした。

## 代表歴

### 出場大会
- デンマーク代表
  - 1998 FIFAワールドカップ
  - 2002 FIFAワールドカップ

### 試合数
- 国際Aマッチ 70試合 22得点（1998年-2004年）[6]

| デンマーク代表 | 国際Aマッチ | 国際Aマッチ |
| 年             | 出場        | 得点        |
| -------------- | ----------- | ----------- |
| 1998           | 14          | 1           |
| 1999           | 11          | 4           |
| 2000           | 10          | 2           |
| 2001           | 10          | 9           |
| 2002           | 11          | 4           |
| 2003           | 7           | 0           |
| 2004           | 7           | 2           |
| 通算           | 70          | 22          |

## 獲得タイトル
- デンマーク・スーペルリーガ優勝：3回 (1995-96, 1996-97, 1997-98)
- デンマーク・スーペルリーガ得点王：1回 (1997-98)
- デンマーク・カップ優勝：1回 (1997-98)
- デンマーク年間最優秀サッカー選手賞：2回 (1998, 2001)
- ドイツカップ優勝：2回 (2000-01, 2001-02)
- ドイツ・ブンデスリーガ得点王：1回 (2000-01)